# Vincentius Bertholusius
Vincentius Bertholusius (født ca. 1550, død 1608) var en italiensk musiker og komponist.
Bertholusius virkede en kort periode som en af Christian IV's musikere. Der kendes nogle få madrigaler og motetter, men hans hovedindsats var kirkemusik.